# Конфліктні алмази
Це сторінка про термін, стаття про фільм — Кривавий алмаз

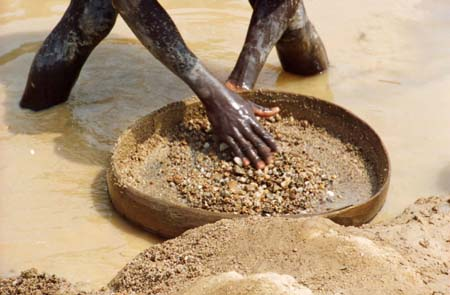
Пошук діамантів у Сьєрра-Леоне

Конфлі́ктні алма́зи, або крива́ві алма́зи, — це алмази-сирці, видобуті в зоні воєнних дій та продані, як правило, нелегально з метою фінансування воєнних дій. Також в англійській мові використовуються назви гарячі алмази (англ. hot diamond) або алмази війни (англ. war diamond). Є одним з найбільш відомих прикладів конфліктних ресурсів.

## Історія

### Ангола
Ангола, колишня колонія Португалії, отримала незалежність 11 листопада 1975 року. Не зважаючи на незалежність Народний рух за звільнення Анголи, Національний союз за повну незалежність Анголи (англ. National Union for the Total Independence of Angola, UNITA) та Національний фронт звільнення Анголи (англ. National Liberation Front of Angola) воювали в громадянській війні з 1974 до 2001. Між 1992 та 1998, у порушення мирної угоди (відомої як англ. Bicesse Accords), UNITA продала алмазів на 3,72 млн доларів США для фінансування власного уряду. ООН визнала роль, яку зіграли алмази у фінансуванні повстанців UNITA та у 1998 році випустила Резолюції Ради безпеки ООН 1173 та 1176, що забороняли купівлю кривавих діамантів в Анголі. Резолюція 1173 була першою, що особливо згадувала алмази у контексті фінансування війни. Доповіді визначили, що щонайменше 20% всього виробництва 1980-х було продано для нелегальних потреб та 19% були саме конфліктними за природою. У 1999 році нелегальний ринок визначавсь Світовою алмазною радою (англ. World Diamond Council) як такий, що зменшився до 3,06% від загальносвітового видобутку алмазів. У 2004 році Світова алмазна рада відзвітувала, що ця частка впала до рівня 1%, де і залишається.
Не зважаючи на резолюції ООН UNITA продовжила продавати деяку кількість алмазів для фінансування військових потреб. Задачею ООн було дізнатись, як проводиться ця незаконна торгівля та призначила Канадського посла Роберта Фоулера (англ. Robert Fowler) розлідувати це питання. У 2000 році він представив «Доповідь Фоулера» (англ. Fowler Report), у якій назвав країни, організації та людей, що були залучені до торгівлі. Цій доповіді приписують встановлення зв'язку між алмазами конфліктами у країнах третього світу та до появи Резолюції Ради безпеки ООН 1295 і Процесу Кімберлі.

### Центральноафриканська республіка
Багато державних переворотів у Центральноафриканській республіці стали виключно через питання контролю регіонів, де видобуваються алмази.

### Ліберія та Сьєрра-Леоне
З 1989 до 2003 у Ліберії відбувалась громадянська війна (через перерву у бойових діях їх поділяють на першу та другу громадянські війни у Ліберії). У 2000 році ООН звинуватило президента Ліберії Чарльза Тейлора у підтримці повстання «Об'єднаного революційного фронту» (англ. Revolutionary United Front) у сусідній Сьєрра-Леоне зброєю та тренуваннями в обмін на алмази. У 2001 році the ООН застосувала санкції до ліберійської торгівлі алмазами. У серпні 2003 Тейлор пішов з поста президента та, після вигнання до Нігерії, постав перед судом у Гаазі. 21 липня 2006 року він заявив про свою невинуватість у злочинах проти людяності та воєнних злочинах у яких його визнали винним у квітні 2012 року. З 30 березня 2012 року, від почав відбувати 50-річне покарання у в'язниці суворого режиму в Великій Британії.
Приблизно у час вибухів у посольствах США у 1998 році Аль-Каїда ніби-то купувала алмази у Ліберії через те, що всі інші її активи були заморожені.
Відновивши мир Ліберія намагається будувати законослухняну алмазовидобувну промисловість.  ООН скасувала санкції та Ліберя тепер є членом Схема сертифікування за процесом Кімберлі.

### Кот-д'Івуар
Кот-д'Івуар почав розвивати алмазовидобувну промисловість на початку 1990-х. Державний переворот 1999 року скинув уряд та призвів до початку громадянської війни. Країна стала шляхом для експорту алмазів з Ліберії та зруйнованою війною Сьєрра-Леоне. Почався відтік іноземних інвестицій з Кот-д'Івуар. Для припинення незаконної торгівлі було зупинено все видобування алмазів та Рада Безпеки ООН заборонила будь-який експорт алмазів з Кот-д'Івуару у грудні 2005 року. Не зважаючи на санкції ООН незаконна торгівля алмазами й досі існує у країні. Невідшліфовані алмази експортуються до сусідніх країни та міжнародних центрів торгівлі через північну частину країни, що контролюється Новою Силою Кот-д'Івуар (фр. Forces Nouvelles de Côte d'Ivoire). За доповідями останні користуються грошима з продажу для переозброєння.

### Демократична республіка Конго
Демократична республіка Конго (раніше Заїр) пройшла через ряд громадянських війн у 1990-х але стала учасницею Процесу Кімберлі та наразі експортує близько 8% світового обсягу алмазів. Один з найвідоміших алмазів компанії De Beers Зірка тисячоліття (чистий (D-colour), вагою 40,6 грамів або 203 карат) був знайдений у цій країні та проданий компанії De Beers у розпал громадянської війни у середині дев'яностих.

### Республіка Конго
Республіка Конго була виключена з процесу Кімберлі у 2004 році через те, що не маючи офіційно алмазовидобувної промисловості, країна експортувала велику кількість алмазів, походження яких не могла пояснити. Також мали місце звинувачення у підробці сертифікатів походження. У 2007 році країну повернули до процесу Кімберлі.

### Зімбабве
Алмази з Зімбабве не вважаються конфліктними з точки зору схеми сертифікації Процесу Кімберлі.
У минулому хаотичне виробництво на алмазному полі Маранг (англ. Marange Diamond Fields) та контрабанда призвели до моніторингу Світовою Радою Алмазів (англ. World Diamond Council).
У липні 2010 року сертифікаційною схемою Процесу Кімберлі було визнано, що алмази з території алмазного поля Маранг можуть продаватись на міжнародному ринку після того, як згідно з доповіддю, що була представлена за місяць до рішення від наглядаючої сторони Процесу Кімберлі, алмази з цього поля були визнані як неконфліктні (англ. conflict-free diamond).

## Міжнародна політика
Global Witness була першою організацією, що зв'язала між собою алмази та конфлікти у Африці у доповіді 1998 року "Груба торгівля" (англ. A Rough Trade).  Після прийняття резолюції 1173 Ради безпеки ООН у 1998 році, ООН також визнала конфліктні алмази як засіб фінансування війни. "Доповідь Фаулера" у 2000 році детально розглянула фінансування Національного союзу за повну незалежність Анголи власної військової діяльності та у травні 2000 року привело до прийняття резолюції 1295 Ради безпеки ООН і до зустрічі представників країн, де видобувають алмази, у місті Кімберлі у Південно-Африканській Республіці для узгодження методів зупинки торгівлі конфліктними алмазами та підтвердження для покупців, що видобування їх алмазів не пов'язане з жорстокістю. У цій резолюції генеральний секретар написав: 
|  | Вітаю пропозицію щодо наради експертів з метою розробки системи управління для сприяння здійсненню заходів, передбачених у Резолюції 1173 (1998), у тому числі механізмів, які дозволили б підвищити прозорість і підзвітність в контролі шляху алмазів з їх місця походження до біржі, підкреслюю, що дуже важливо, щоб у розробці таких елементів управління мають бути прикладені всі зусилля, щоб уникнути нанесення побічного збитку законній торгівлі алмазами і вітаю намір Південно-Африканської Республіка провести відповідну конференцію цього року Оригінальний текст (англ.) Welcomes the proposal that a meeting of experts be convened for the purpose of devising a system of controls to facilitate the implementation of the measures contained in Resolution 1173 (1998), including arrangements that would allow for increased transparency and accountability in the control of diamonds from their point of origin to the bourses, emphasizes that it is important that, in devising such controls, every effort be made to avoid inflicting collateral damage on the legitimate diamond trade, and welcomes the intention of the Republic of South Africa to host a relevant conference this year. |

### Kimberley Process Certification Scheme
19 липня 2000 року Світовий алмазний конгрес (англ. World Diamond Congress) прийняв у Антверпені резолюцію з посилення можливостей алмазної промисловості у питаннях блокування продажів конфліктних алмазів. Резолюція закликала до створення міжнародної сертифікаційної системи експорту та імпорту алмазів, прийняти закони в усіх країнах щодо прийняття виключно офіційних алмазів, ввести кримінальну відповідальність за незаконну торгівлю алмазами, ввести заборону на торгівлю на алмазних біржах, що входять до Світової федерації алмазних бірж (англ. World Federation of Diamond Bourses) людям, що були помічені у торгівлі конфліктними алмазами. Процес Кімберлі розпочався з питань видобутку алмазів власне у африканських країнах. Крім того в туристичних країнах, таких як Об'єднані Арабські Емірати та Велика Британія, перш ніж коштовний камінь може бути вивезений до інших країн власником дорогоцінного каменю має бути представлений сертифікат за Процесом Кімберлі, який йому було надано відомим довіреним.
17-18 січня 2001 року представники алмазної промисловості сформували нову організацію, Світову алмазну раду (англ. World Diamond Council). Ця нова організація приступила до розробки нового процесу, за яким всі алмази мають бути сертифіковані, як такі, що походять з неконфліктних джерел.
Сертифікація за Процесом Кімберлі була погоджена ООН 13 березня 2002 року та у листопаді, після двох років переговорів між урядами, виробниками алмазів та неурядовими організаціями, вона була створена.
Як наслідок діяльності Процесу Кімберлі знизився потік конфліктних алмазів, відбулась стабілізація в уразливих країнах та було підтримано їх розвиток. Процес ускладнив життя для кримінальних елементів, повернуло великі обсяги алмазів до легального ринку, які за інших умов ніколи б там не опинились. Це збільшило доходи бідних урядів та допомогло їм вирішувати проблеми розвитку країн. Станом на 2006 рік з Сьєрра-Леоне було легально експортовано алмазів на 125 млн доларів США, в той час як жодного алмазу не було експортовано у кінці 1990-х.

### Недоліки та критика
Процес Кімберлі фактично провалив спроби зупинити обіг кривавих алмазів і, як наслідок, призвів до відмови головних прихильників від цієї схеми, серед яких і Global Witness.
На додаток до провалу з обмеження обігу конфліктних алмазів у світі, Процес Кімберлі не може гарантувати, що сертифіковані алмази насправді є неконфліктними. Це викликано корупційною природою представників уряду у провідних алмазовидобувних країнах. Зазвичай їх можна підкупити за суму від $50 до $100 для виконання паперової роботи з декларування кривавих алмазів як таких, що сертифіковані за Процесом Кімберлі.

### Прозорість бізнесу
Система процесу Кімберлі є спробою збільшення урядової прозорості, змушуючи їх вести записи щодо алмазів, що вони експортують та імпортують і яка їхня вартість. Теоретично це покаже урядам їх фінанси та допоможе розраховувати те, скільки вони витрачають на благо населення країни та бути за це відповідальними. Проте недотримання цієї схеми такими країнами, як Венесуела, призвела до провалу ідеї звітності.
Компанія Materialytics заявила, що вона може відстежити походження практично будь-якого алмазу.

## Криваві алмази у сучасній культурі
- Походження процесу Кімберлі було показано у фільмі Едварда Цвіка 2006 року «Кривавий алмаз», головну роль у якому зіграв Леонардо ДіКапріо.
- У фільмі за участю Джеймса Бонда «Помри, але не зараз» конфліктні алмази є основою сюжету.
- У фільмі «Збройний барон» за участю Ніколаса Кейджа криваві алмази використовуються для купівлі зброї.
- У 2011 році данський кінорежисер Мадс Брюгер (дан. Mads Brügger) випустив документальну стрічку «Ambassadøren» («Посол») про торгівлю дипломатичними посадами для заробітку на кривавих алмазах.
- У відеогрі «Far Cry 2», події у якій відбуваються у неназваній центральноафриканській країні у розпал громадянської війни, алмази використовуються як місцева валюта.
- У фантастичному романі Рушниці Авалона американського письменника Роджера Желязни головний герой платить за виготовлення великої партії рушниць для війни алмазами, які сам збирає в Африці.